# بندرا
بندرا (به انگلیسی: Bandra) یک منطقهٔ مسکونی در هند است که در بمبئی واقع شده‌است. بندرا ۹٬۱۷٬۳۹۱ نفر جمعیت دارد.